# توبان رگنکی
توبان رگنکی (به لاتین: Tuban Regency) یک سکونتگاه مسکونی در اندونزی است که در جاوه شرقی واقع شده‌است.

## خصوصیات
توبان رگنکی ۱٬۹۰۴٫۷۰ کیلومترمربع مساحت و ۱٬۱۲۴٬۵۰۸ نفر جمعیت دارد.